# Büchenbach (Erlangen)
Büchenbach (fränkisch: Bimboch) ist ein Stadtteil und eine Gemarkung der kreisfreien Stadt Erlangen (Mittelfranken, Bayern). Bis zur 1923 erfolgten Eingemeindung war der 996 erstmals urkundlich erwähnte Ort eine eigenständige Gemeinde. Am 31. Dezember 2017 lebten im Stadtteil Büchenbach 15.961 Menschen mit Hauptwohnsitz und 981 mit Nebenwohnsitz.

## Geographie

### Lage
Der Stadtteil Büchenbach grenzt im Westen an Kosbach, Häusling und Steudach, im Süden an Frauenaurach und im Norden an das Waldgebiet Mönau. Im Osten wird der Stadtteil vom Main-Donau-Kanal begrenzt. Zur Gemarkung Büchenbach und historisch auch zum Stadtteil gehört auch die östlich des Kanals und südlich von Alterlangen gelegene Stadtrandsiedlung einschließlich der Neumühle und der Siedlung Sonnenblick, die in der heutigen Abgrenzung der Stadt Erlangen zum Stadtteil Alterlangen gehören, sowie größere Flächen im Regnitzgrund.

### Gliederung
Büchenbach wird in der Regel in die drei Gebiete Büchenbach-Dorf (der alte Ortskern), Büchenbach-Nord (zwischen Kanal, Ortskern und Holzweg) sowie Büchenbach-West (westlich des Holzwegs) gegliedert. Das entspricht zum einen der Reihenfolge der Bebauung, zum anderen wurden in Büchenbach-Nord entlang der Büchenbacher Anlage und in Büchenbach-West an der Mönaustraße jeweils Stadtteilzentren mit Einkaufsmöglichkeiten und kulturellen Angeboten geschaffen bzw. sind geplant.

## Geschichte

### Erste Besiedlung (bis 996)

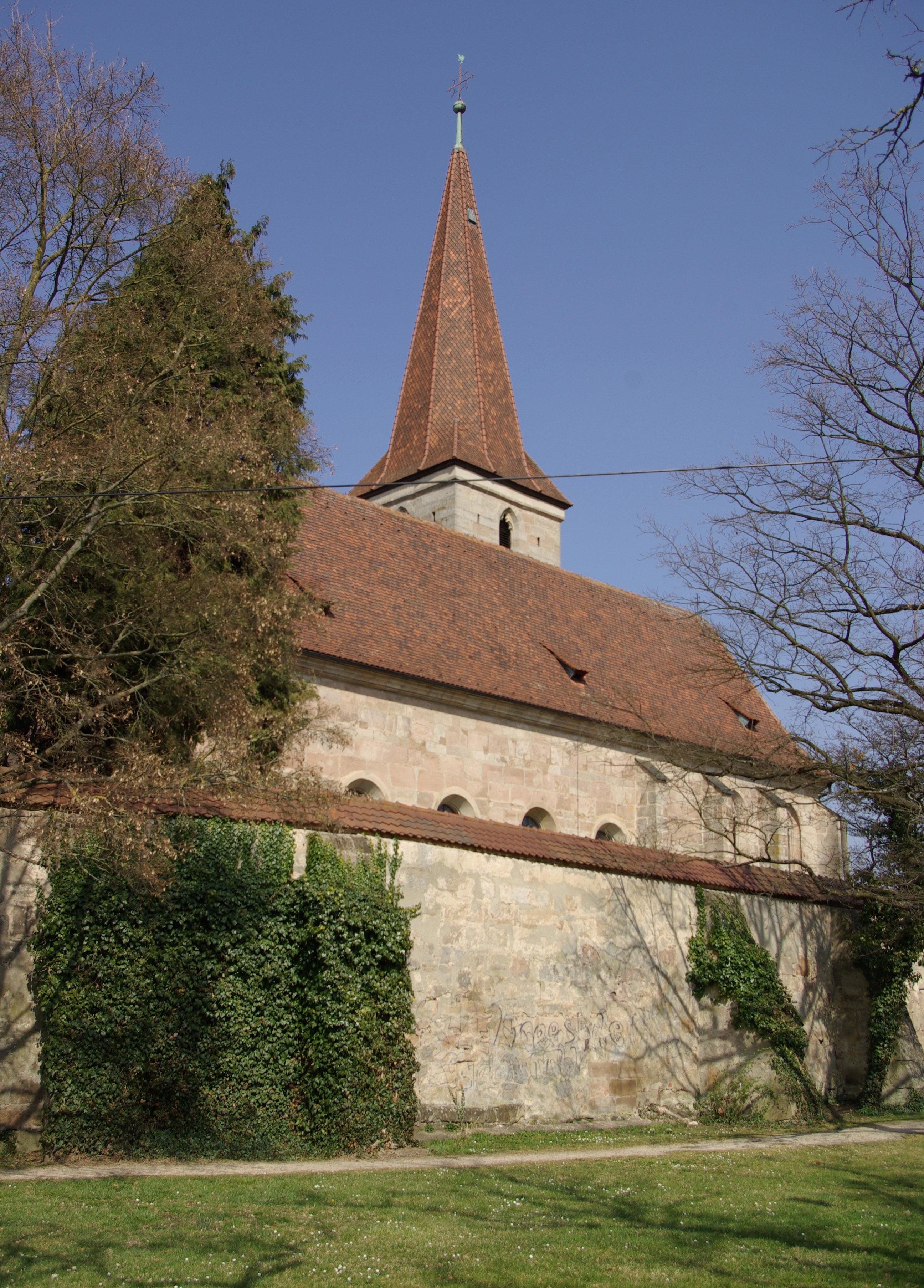
Wehrkirche St. Xystus (Sixtus), 2011

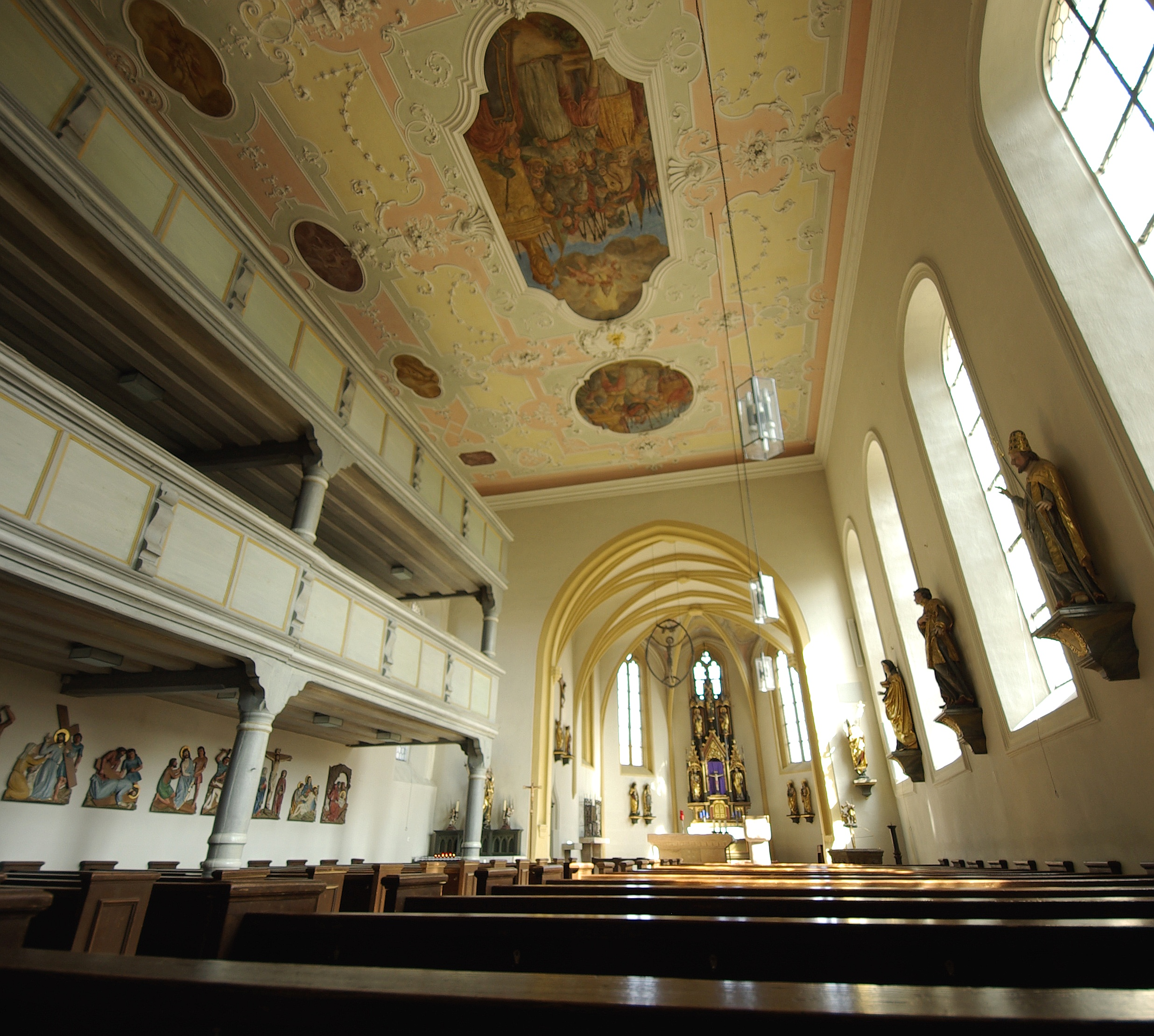
Innenraum der Kirche St. Xystus (Sixtus), 2011

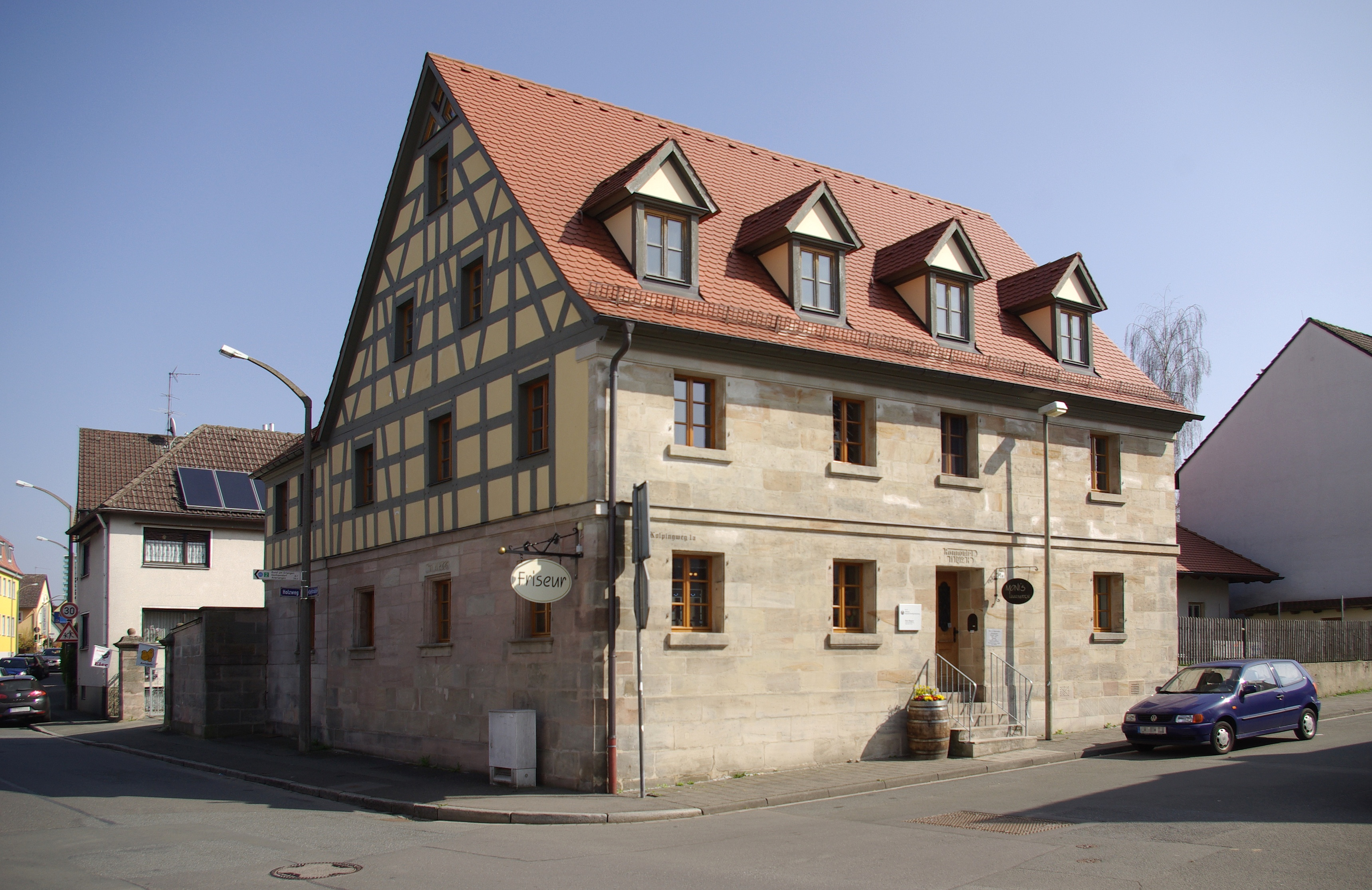
Elternhaus des bayerischen Landtagsabgeordneten und Zinnfolienfabrikanten David Morgenstern (1814–1882)

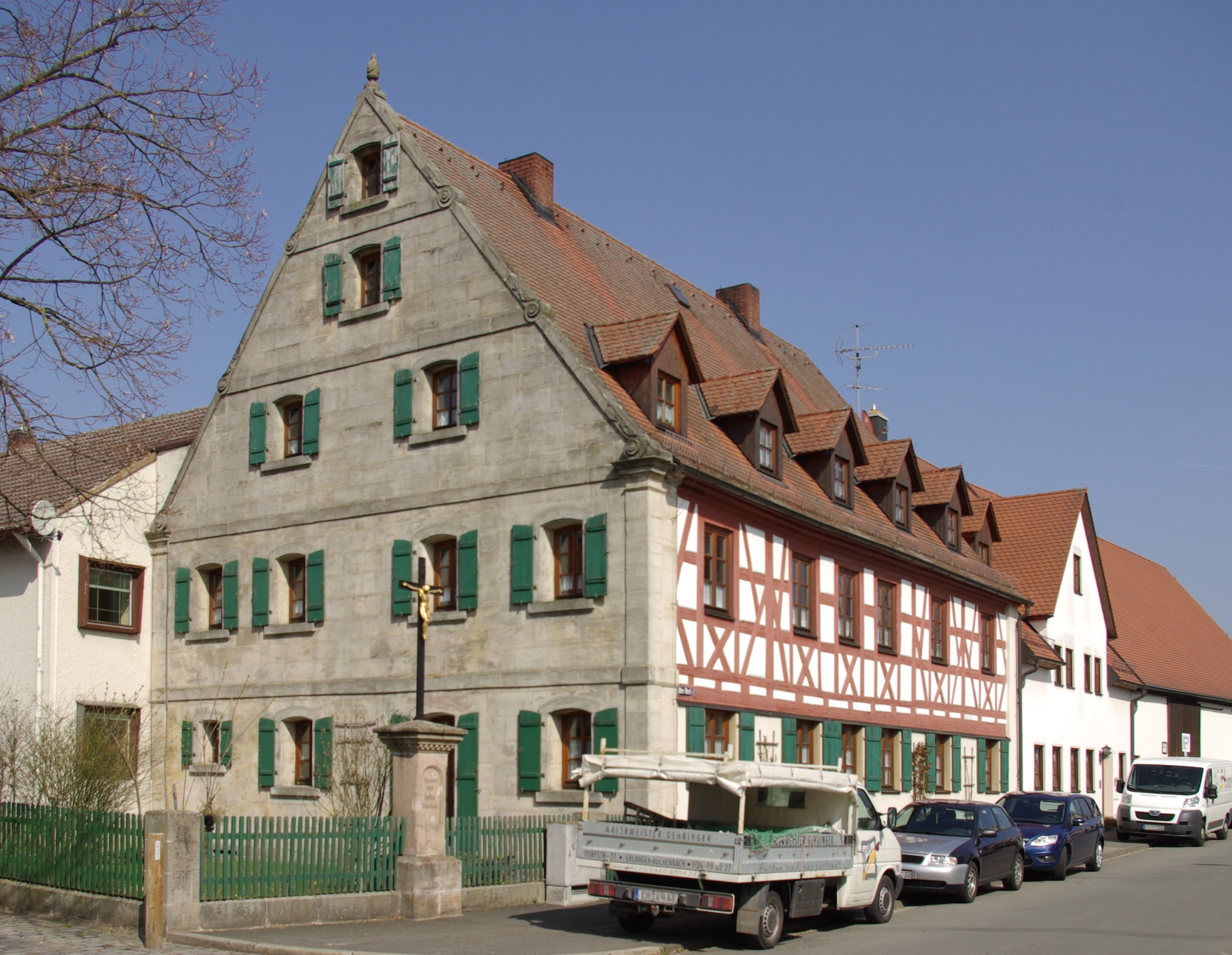
Fachwerkhaus im historischen Ortskern, 2011

Spuren einer Besiedlung im Büchenbacher Raum lassen sich bis etwa 1000 v. Chr. nachweisen. Hervorstechend ist dabei der nahe Büchenbach auf dem Gebiet des Erlanger Stadtteils Kosbach gelegene Kosbacher Altar, ein Grabhügel, in dem vom 10. bis zum 5. Jahrhundert v. Chr. mehrere Bestattungen stattfanden.

### Mittelalter und frühe Neuzeit (996 bis 1803)
996 wurde Büchenbach als „marca Buochinebah“ erstmals in einer Urkunde erwähnt. 1008 wurde der Ort durch den römischen König Heinrich II. dem Bistum Bamberg geschenkt, bei dessen Hochstift er bis 1803 verblieb. Büchenbach war Sitz der niederen Gerichtsbarkeit. Seine seit etwa 1000 bestehende Gemeinde St. Xystus gehörte bis 1807 zum Bistum Würzburg, erst dann kam sie an das Bistum Bamberg, das allerdings schon früher Ansprüche erhob.
1468 bestand Büchenbach aus 22 Höfen. Im Dreißigjährigen Krieg wurde Büchenbach zerstört.
Gegen Ende des 18. Jahrhunderts gab es in Büchenbach 64 Anwesen (6 Höfe, 7 Halbhuben, 1 Dreiviertelhube, 1 Dreiviertelhof, 8 Halbhöfe, 2 Dreiachtelhuben, 2 Dreiachtelhöfe, 1 Viertelhube, 12 Viertelhöfe, 11 Lehen, 11 Häuser, 1 Schmiede, 1 Hirtenhaus). Das Hochgericht übte das bambergische Dompropsteiamt Büchenbach im begrenzten Umfang aus. Es hatte ggf. an das bambergische Centamt Herzogenaurach auszuliefern. Die Dorf- und Gemeindeherrschaft sowie die Grundherrschaft über alle Anwesen hatte das Dompropsteiamt Büchenbach inne.

### Büchenbach im Königreich Bayern (1803 bis 1923)
1802 fiel das Bistum Bamberg – und damit auch Büchenbach – im Zuge der Säkularisation im Heiligen Römischen Reich an das Kurfürstentum Bayern. Durch den Hauptlandesvergleich gelangte es 1803 an Preußen. 1810 kam Büchenbach an das Königreich Bayern. Im Rahmen des Gemeindeedikts wurde 1811 der Steuerdistrikt Büchenbach gebildet, zu dem Alterlangen, Häusling, Kosbach, Neumühle und Steudach gehörten. Mit dem Zweiten Gemeindeedikt (1818) entstanden zwei Ruralgemeinden:
- Büchenbach mit Neumühle,
- Kosbach mit Alterlangen, Häusling und Steudach.

Die Gemeinde Büchenbach war in Verwaltung und Gerichtsbarkeit dem Landgericht Herzogenaurach zugeordnet und in der Finanzverwaltung dem Rentamt Erlangen. Am 1. Oktober 1847 wurde es dem Rentamt Herzogenaurach überwiesen (1919–1923: Finanzamt Herzogenaurach, seit 1923: Finanzamt Erlangen). Ab 1862 gehörte Büchenbach zum Bezirksamt Höchstadt an der Aisch verwaltet. Die Gerichtsbarkeit blieb beim Landgericht Herzogenaurach (1879 in Amtsgericht Herzogenaurach umbenannt), seit 1923 ist das Amtsgericht Erlangen zuständig. Die Gemeinde hatte eine Gebietsfläche von 7,1967 km². Die aktuelle Gemarkungsfläche ist mit 7,51 km² bis 7,52 km² etwa vier Prozent größer.
Die weite Entfernung zu den Verwaltungseinrichtungen in Höchstadt führte zu Diskussionen um eine Eingemeindung nach Erlangen. Hinzu kam, dass in Erlangen im Zuge der Industrialisierung Arbeitsplätze entstanden, auf die die Büchenbacher angewiesen waren. Ab 1920 verhandelte Büchenbach mit Erlangen über eine Eingemeindung, die allerdings stark umstritten war: Im Büchenbacher Gemeinderat gab es nur eine Mehrheit von einer Stimme. In einer Volksabstimmung 1923 sprachen sich die Büchenbacher mit großer Mehrheit von 80 Prozent (bei einer Wahlbeteiligung von 84 Prozent) für die Eingemeindung aus, die am 1. August 1923 vollzogen wurde. Am Stichtag hatte Büchenbach etwa 1.035 Einwohner.

### Büchenbach als Erlanger Stadtteil (seit 1923)
Nach der Eingemeindung veränderte sich die Entwicklung Büchenbachs zunächst kaum. Ab 1932 wurde dann auf dem Büchenbacher Mühlanger die Stadtrandsiedlung errichtet (heute begrenzt vom Regnitzgrund, dem Main-Donau-Kanal, dem Büchenbacher und dem Kosbacher Damm). Durch den Bau des Main-Donau-Kanals wurde diese 1970 von Büchenbach getrennt. In der Abgrenzung der statistischen Bezirke wird die Stadtrandsiedlung als eigenes Gebiet (Steinforst) geführt und wurde in der Festlegung der Grenzen für die Stadtteilbeiräte der Stadt Erlangen 2015 Alterlangen zugeschlagen. In der Stadtrandsiedlung hat allerdings bis heute der Büchenbacher Sportclub (BSC Erlangen, früher: Sportvereinigung Büchenbach) seinen Sitz, was die historische Zugehörigkeit ausdrückt.
Ab Ende der 1960er Jahre wurden in Büchenbach dem „Entwicklungsplan Erlangen-West“ folgend fortlaufend neue Baugebiete ausgewiesen. Zunächst entstanden Hochhaussiedlungen entlang des Kanals und am Würzburger Ring im Norden von Büchenbach. Ab 1973 wurde die Siedlung In der Reuth errichtet. Ab etwa 1980 entstanden zwischen dem alten Büchenbach und dem Würzburger Ring Mehr- und Einfamilienhäuser. Etwa 1990 überschritt die Bebauung den Holzweg, einen alten Verbindungsweg zwischen Büchenbach und dem nördlich gelegenen Forstgebiet Mönau. Etwa 2000 wurde die Mönaustraße, die Verbindungsstraße zwischen Büchenbach und Kosbach, erstmals überschritten. Derzeit werden weitere Baugebiete westlich der Mönaustraße erschlossen.
Durch die starke Neubautätigkeit ist Büchenbach mittlerweile ein weitgehend städtisch geprägter Ort. Die gewachsenen dörflichen Strukturen halten sich teilweise noch im gesellschaftlichen und kulturellen Leben im alten Ortskern, dem „Dorf“, wo auch noch einige landwirtschaftliche Betriebe sowie alteingesessene Handwerker und Geschäfte existieren. Auch die historische Bausubstanz ist dort weitgehend erhalten geblieben. Die neuen Bürger Büchenbachs sind aber vielfach nicht in die Strukturen des Dorfes integriert, sondern orientieren sich zur Erlanger Innenstadt.

### Einwohnerentwicklung

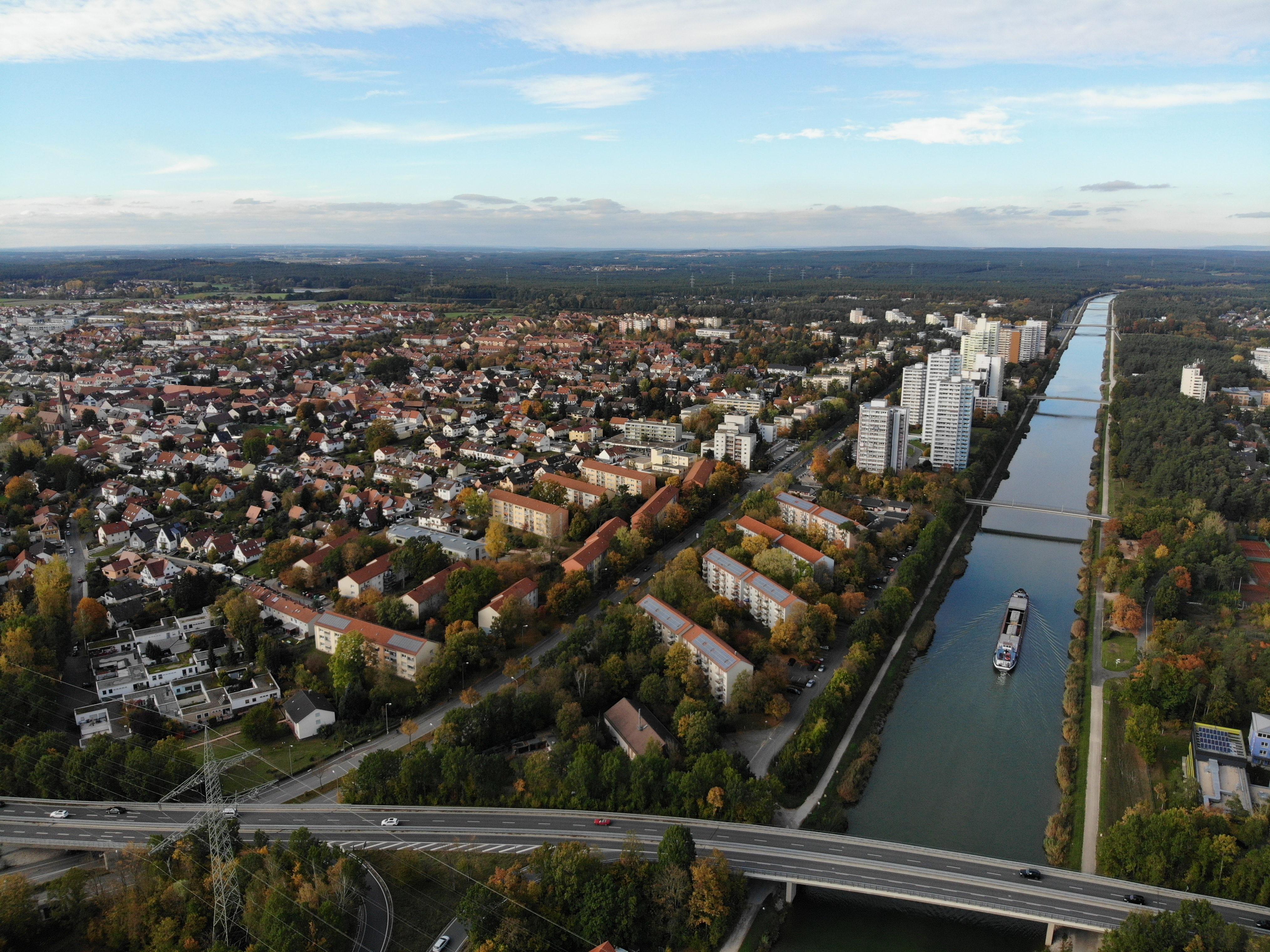
Büchenbach mit Main-Donau-Kanal Luftbild (2019)

| Jahr      | 1818   | 1840   | 1852   | 1855   | 1861   | 1867   | 1871   | 1875   | 1880   | 1885   | 1890   | 1895   | 1900   | 1905   | 1910   | 1919   | 1925   | 1950   | 1961   | 1970   | 1987   | 2000  | 2017  |
| Einwohner | 581    | 645    | 703    | 686    | 677    | 665    | 654    | 726    | 759    | 766    | 771    | 855    | 837    | 953    | 986    | 986    | 1096   | 1558   | 2305   | 3816   | 11418  | 15400 | 15961 |
| Häuser    | 79     |        |        |        |        |        | 118    |        |        | 120    | 123    |        | 142    |        |        |        | 168    | 195    | 288    |        | 1377   |       |       |
| Quelle    | [ 18 ] | [ 19 ] | [ 19 ] | [ 19 ] | [ 20 ] | [ 21 ] | [ 22 ] | [ 23 ] | [ 24 ] | [ 25 ] | [ 26 ] | [ 19 ] | [ 12 ] | [ 19 ] | [ 27 ] | [ 19 ] | [ 28 ] | [ 29 ] | [ 30 ] | [ 31 ] | [ 32 ] | [ 7 ] |       |

## Religion
In Büchenbach gibt es eine lutherische (Martin-Luther-Kirche) und zwei katholische Kirchengemeinden (Pfarrkirche St. Xystus mit Stuck von Donato Polli, der hier begraben ist, und für Büchenbach-Nord und -West die Gemeinde zu den heiligen Aposteln).

## Bildung, Kultur und Freizeit
Das kulturelle Leben in Büchenbach basiert vor allem auf ehrenamtlicher Arbeit, den Kirchengemeinden und einigen Vereinen, die meist dem alten Ortskern entstammen: Die Freiwillige Feuerwehr, der Musikverein Erlangen-Büchenbach, die Kolpingsfamilie Büchenbach, die Geschichtswerkstatt und die Sportschützen der SSG Erlangen-Büchenbach mit einer großen Bogensportabteilung.
Seit 1997 erscheint in Büchenbach die von Ehrenamtlichen getragene Stadtteilzeitung „Puzzle“.
Die Stadt Erlangen unterhält das Freizeitzentrum Scheune, zwei Jugendhäuser und den Abenteuerspielplatz Taubenschlag. Geplant ist die Errichtung eines weiteren kulturellen Zentrums mit Stadtteilbücherei an der Mönaustraße. Außerdem gibt es den kirchlich getragenen und von der Stadt unterstützten Jugendclub Dezibel  in der „Apostelkirche“.
In Büchenbach bestehen drei Volksschulen, die Grundschule Büchenbach-Dorf, die Grund- und Hauptschule Mönauschule (früher Büchenbach-Nord) und die Grundschule Heinrich-Kirchner-Schule. Die nächstgelegene Realschule und das nächstgelegene Gymnasium befinden sich im Schulzentrum West zwischen Stadtrandsiedlung und Alterlangen.
In Büchenbach (in der Regel am zweiten Wochenende im August) und in der Stadtrandsiedlung (Ende Juli) finden jährlich Kirchweihen statt. Außerdem veranstaltet die Scheune jährlich das Würzburger-Ring-Fest.

## Baudenkmäler
- Alter Markt 10: Katholische Pfarrkirche St. Xystus
- Bachgraben 3: Pfarrhaus
- Forchheimer Straße 43: Marien- oder Sodalitätskapelle
- Forchheimer Straße 50: Friedhof
- Diverse Wohnhäuser

## Wirtschaft und Infrastruktur

### Wirtschaft

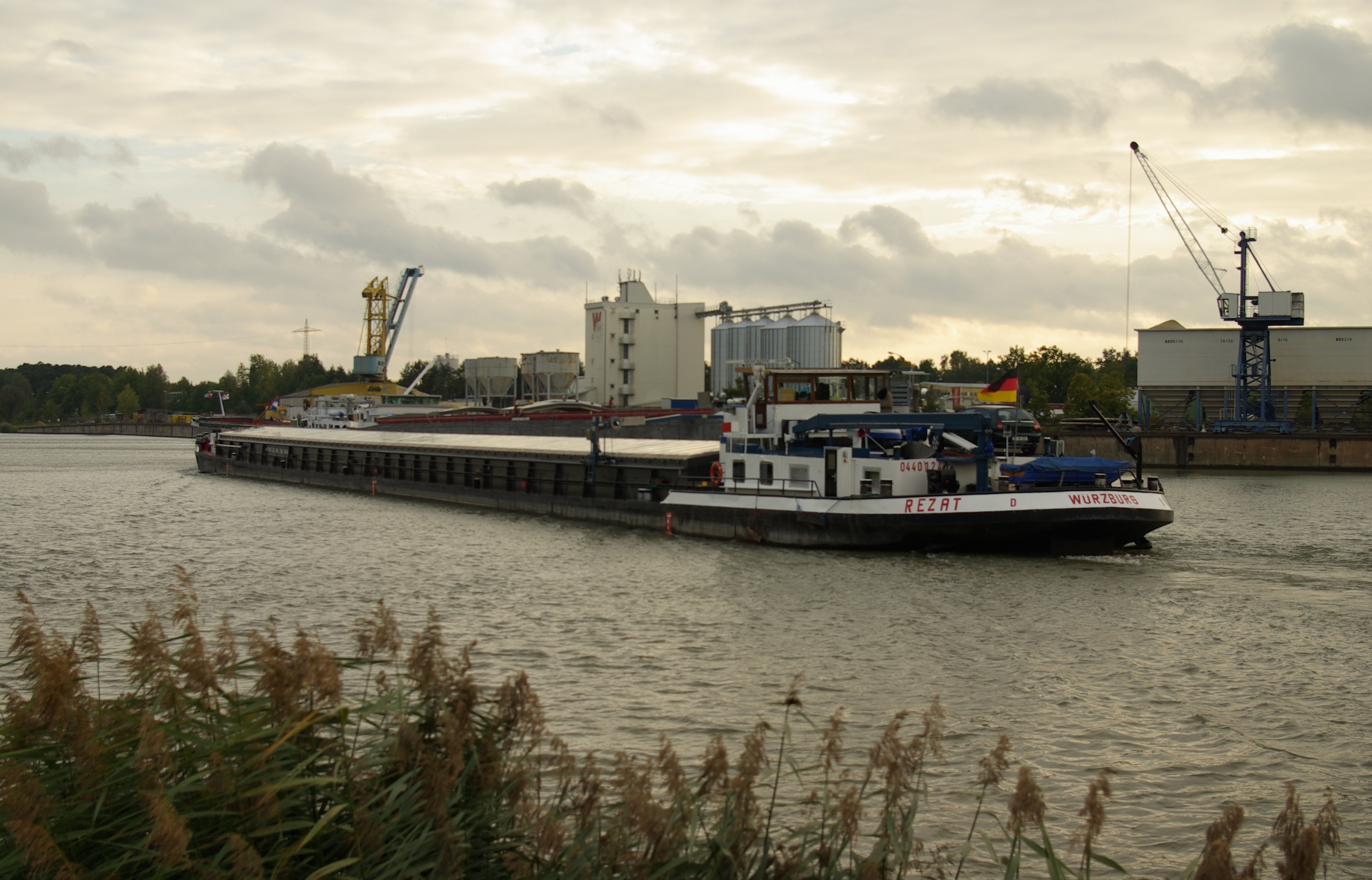
Hafen Erlangen am Main-Donau-Kanal in Büchenbach, 2011

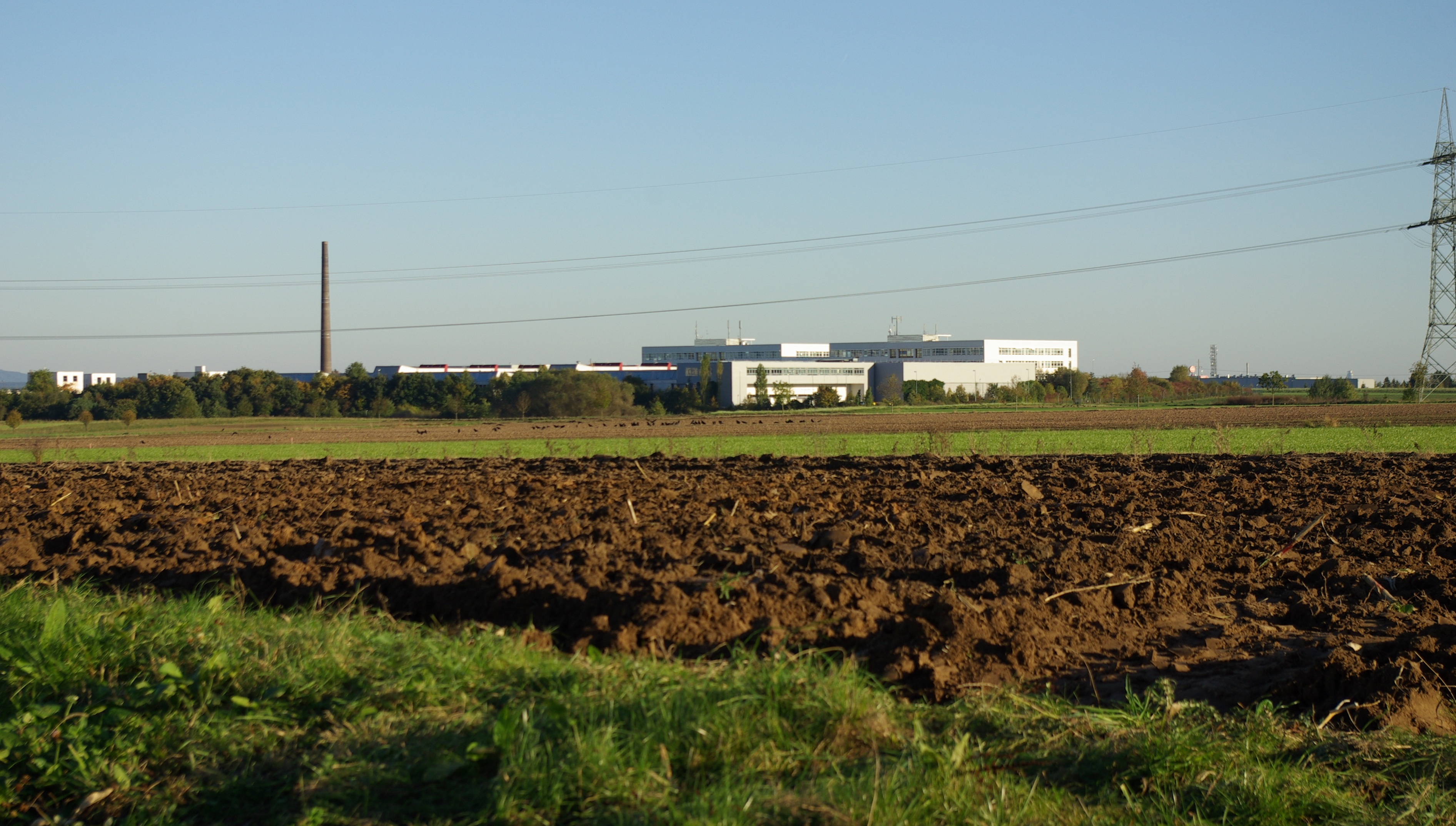
Siemens Gerätewerk in Büchenbach, 2011

Die meisten Einwohner von Büchenbach sind in der Stadt Erlangen oder in Herzogenaurach beschäftigt. Das einzige Büchenbacher Gewerbegebiet liegt südlich des Ortskernes, entlang der Frauenauracher Straße. Hier befinden sich neben kleineren Unternehmen und Handel der Erlanger Kanalhafen, die Erlanger Müllumladestation mit Wertstoffhof, mehrere Abteilungen und Ausgründungen der Siemens AG, die unter der Standortbezeichnung Siemens Gerätewerk oder Siemens F80 bekannt sind, und ein Standort der Schaeffler AG.
In Büchenbach befinden sich fast ausschließlich Einzelhandel und Dienstleistungen für den täglichen Bedarf, darüber hinaus Baumärkte und ein Elektronik-Geschäft im Gewerbegebiet Frauenauracher Straße. Im alten Ortskern gibt es einige Handwerksbetriebe und einen Kinderbuchverlag. Alle anderen Geschäfte müssen in der Erlanger Innenstadt erledigt werden, da die Erlanger Stadtpolitik seit langem Wert auf eine Konzentration des Handels in der Innenstadt legt.
Im Büchenbacher Ortskern sind noch einige landwirtschaftliche Betriebe ansässig. Diese werden allerdings durch die fortschreitende Bebauung zunehmend verdrängt.

### Verkehr
Die Kreisstraße ER 1 ist Teil eines Rings, der südlich Büchenbach umgeht und östlich zu einer Anschlussstelle der Kreisstraße ER 2 und jenseits der Regnitz zur Anschlussstelle 33 der Bundesautobahn 3 führt und darüber hinaus in die Bundesstraße 4 übergeht. In Richtung Südwesten führt die ER 1/ERH 3 über Häusling und Haundorf nach Herzogenaurach. Die ER 2 verläuft nördlich nach Alterlangen bzw. südlich nach Bruck.